# Pterygotrigla
Pterygotrigla és un gènere de peixos pertanyent a la família dels tríglids.

## Taxonomia
- Pterygotrigla acanthomoplate (Fowler, 1938)
- Pterygotrigla amaokai (Richards, Yato & Last, 2003)[1]
- Pterygotrigla andertoni (Waite, 1910)[2]
- Pterygotrigla arabica (Boulenger, 1888)
- Pterygotrigla draiggoch (Richards, Yato & Last, 2003)[1]
- Pterygotrigla elicryste (Richards, Yato & Last, 2003)[1]
- Pterygotrigla guezei (Fourmanoir, 1963)[3]
- Pterygotrigla hafizi (Richards, Yato & Last, 2003)[1]
- Pterygotrigla hemisticta (Temminck & Schlegel, 1843)[4]
- Pterygotrigla hoplites (Fowler, 1938)[5]
- Pterygotrigla leptacanthus (Günther, 1880)[6]
- Pterygotrigla macrolepidota (Kamohara, 1938)[7]
- Pterygotrigla macrorhynchus (Kamohara, 1936)[8]
- Pterygotrigla megalops (Fowler, 1938)[5]
- Pterygotrigla multiocellata (Matsubara, 1937)
- Pterygotrigla multipunctata (Yatou & Yamakawa, 1983)[9]
- Pterygotrigla pauli (Hardy, 1982)[10]
- Pterygotrigla picta (Günther, 1880)[6]
- Pterygotrigla polyommata (Richardson, 1839)[11]
- Pterygotrigla robertsi (Del Cerro & Lloris, 1997)[12]
- Pterygotrigla ryukyuensis (Matsubara & Hiyama, 1932)[13]
- Pterygotrigla soela (Richards, Yato & Last, 2003)[1]
- Pterygotrigla spirai (Golani & Baranes, 1997)[14]
- Pterygotrigla tagala (Herre & Kauffman, 1952)[15]
- Pterygotrigla urashimai (Richards, Yato & Last, 2003)[1][16][17][18][19][20]